# Municipio de Yale
El municipio de Yale (en inglés: Yale Township) es un municipio ubicado en el condado de Valley en el estado estadounidense de Nebraska. En el año 2010 tenía una población de 58 habitantes y una densidad poblacional de 0,63 personas por km².

## Geografía
El municipio de Yale se encuentra ubicado en las coordenadas 41°26′16″N 99°2′22″O / 41.43778, -99.03944. Según la Oficina del Censo de los Estados Unidos, el municipio tiene una superficie total de 92.66 km², de la cual 92,66 km² corresponden a tierra firme y (0 %) 0 km² es agua.

## Demografía
Según el censo de 2010, había 58 personas residiendo en el municipio de Yale. La densidad de población era de 0,63 hab./km². De los 58 habitantes, el municipio de Yale estaba compuesto por el 100 % blancos. Del total de la población el 0 % eran hispanos o latinos de cualquier raza.